# Mikulášovice
Mikulášovice (Đức Nixdorf) là một thị trấn ở phía tây của Sluknov  trải dài  gần 7 km.  Mikulášovice trước khi chiến tranh thế giới thứ nhất, có ít hơn tám nghìn người,  la một ngôi làng lớn nhất ở Áo-Hungary. Thành phố này đã được nâng cấp từ 1916 Mikulášovice được biết đến chủ yếu là hàng dệt may truyền thống, ngành công nghiệp dao kéo
Thành phố có  nguồn gốc tên  của Đức là Nixdorf trong từ Nix - là nữ thần trinh nữ nước. Trong vùng  của Mikulasovice trước đây  họ đã tìm thấy một đầm lầy rộng lớn (anh Sumpf der.) Được cho là nơi sinh sống của nàng tiên cá - do đó họ đặt tên là Nixensumpf (Bog nàng tiên cá), sau đó một thời gian lại đổi là Nixendorf (Ves tiên).
Sự thật là, đây là một vùng rất  lãng mạn. sau đó  Czech, Đức đã có cái tên riêng là Nicolas / Nicholas. [2]  Tên thành phố ổn định và đăng ký khác nhau qua nhiều thế kỷ đã thay đổi đáng kể. Nó đã được đề cập lần đầu tiên vào thế kỷ 14 như Nixendorf sau đó là Nickelsdorff (1422), Nickilstorf (1451), Nicklauszdorff (1495), Niexendorffl (1544), Nyklsdorf (1654), Nikolstorff (1684) hoặc Niclsdorf (1720). [3 ] Từ giữa thế kỷ 18, cái tên ổn định để tạo thành Nixdorf. Rất hiếm khi xảy ra và tên thành phố Séc:. Mykulassowic (1422) và Mikulassowicz (1544) [3] Tên Mikulášovice Czech đã chính thức được thành lập vào năm 1854 và vẫn được sử dụng ngày hôm nay. 
Lịch sử [sửa | sửa nguồn] 
Trong thế kỷ 12 đã có một số gia đình của Colliers. Đức Giám mục của Meissen củng cố ngôi làng, trong đó có một nhà nguyện bằng gỗ dành riêng cho St.. Nicholas. Dần dần, người dân bắt đầu chú ý hơn đến sản xuất nông nghiệp. Trong thế kỷ 18, từ Mikulášovice trở thành thành phố công nghiệp quan trọng. Hình thành và nhà máy nghiền đầu tiên và phát triển ngành công nghiệp dao kéo. Năm 1794 bắt đầu sản xuất dao kéo Ignaz Rosler, công ty này được đặt tên vào năm 1817 như là một hàng hóa nhà máy thép nhỏ, sau đó điều chỉnh cho nhà máy sản xuất các sản phẩm thép theo Ignatius Rosler, sau đó con trai dao nhà máy Ignaz Rosler và 1945-1946 Ignatius Rosler và con trai thuộc quyền quản lý quốc gia. Sự bùng nổ lớn nhất trong ngành công nghiệp này sau đó đạt trong thế kỷ 19, dựa nhiều nhà máy là 1870 Franz Frenzel (FRENIX), 1885 Julius Pilz và sau đó Giăng. Edward Dittrich, Hubert Knoth và các nhà máy khác với nhân viên nhiều hơn hoặc ít hơn. Năm 1955, các cơ sở của các công ty quốc gia được thành lập MIKOV rằng trong các cơ sở cũ của công ty dao Ignaz Rosler'S Sohne vẫn còn được sản xuất ngày hôm nay, là người mang cuối cùng của truyền thống này. Năm 1891, có một trường học dựa trên các ngành công nghiệp dao kéo (1954 chuyển qua các cuộc biểu tình của công dân và MNV Mikulášovice để Varnsdorfu). 
Mikulášovice Trở thành một trong những lớn nhất đến các làng của cựu đế quốc Áo-Hung. 1 tháng 2 năm 1916 Hoàng đế Franz Joseph I. trở thành một thị trấn.
Trong những năm chiến tranh, công nghiệp địa phương tập trung vào sản xuất  vũ khí chiến tranh. Trong nhiều nhà máy sử dụng lao động cưỡng bức và tù nhân chiến tranh.  
Dân tộc học, hải quan [sửa | sửa nguồn] 
Dân số [sửa | sửa nguồn] 
Theo cách giải quyết ban đầu của  Sluknov- Đức, cho biết địa danh của Slavic, đặc biệt là giải quyết Sorbian. Sau đó khu vực này đã thuộc địa của dân Đức, có thể là từ Thuringia. Dân số - Năm 1818, toàn bộ Mikulášovice đã có 3807 người vào năm 1869, 5787 cư dân. năm 1910 và có 7665 cư dân. Trong cuộc chiến đó được cho là sống buộc nasazenýma khoảng 10.000 người. Sau khi thế giới thứ hai. cuộc chiến tranh năm 1950 dân số thành phố 3044, con số này giảm xuống còn hiện tại 2250 dân số (2011)   (Trần Hiếu) 